# ランアンドラン
「ランアンドラン」は、KANA-BOONの楽曲で、メジャー8枚目のシングル。2016年1月20日にKi/oon Musicより発売。

## 概要
- 前作「talking」以来2ヶ月ぶりのシングル。
- 3rdアルバム『Origin』の先行シングルとして発売された。
- KANA-BOONのメジャーシングルで初の「通常盤のみでのリリース」となった。
- 谷口曰く、今作のテーマは「卒業」との事。[1]
- MV監督は2人組映像ユニット「bait」が務めた。また、ファッションモデルのきなりが出演している[2]。
- 「進研ゼミプラス」とコラボしたオリジナルムービーが制作された。主演は平祐奈。
ムービーは2016年4月12日より進研ゼミプラスのホームページで公開され、また15日からは同ムービーを使用したCMが全国放送された。[3][4]
- 全国ツアー「KANA-BOONの格付けされるバンドマンツアー 2016」幕張～福岡公演チケット先行抽選受付シリアルナンバーが封入された。

## 収録内容
| 全作詞・作曲: 谷口鮪、全編曲: KANA-BOON。 |                    |        |            |      |
| #                                         | タイトル           | 作詞   | 作曲・編曲 | 時間 |
| 1.                                        | 「ランアンドラン」 | 谷口鮪 | 谷口鮪     | 5:01 |
| 2.                                        | 「I don't care」   | 谷口鮪 | 谷口鮪     | 3:17 |
| 合計時間:                                 | 合計時間:          | 8:18   |            |      |